# Fernando de la Serna Inciarte
Fernando de la Serna Inciarte (México D.F., 16 de abril de 1949-Madrid, 26 de febrero de 2022) fue un diplomático español. Preparó la entrada de España en la OTAN. Embajador de España en Jamaica (1996-2001); en Trinidad y Tobago (2006-2010) y embajador en Misión Especial para Asia Central.

## Carrera diplomática
Fernando creció en una familia y en un ambiente de excelencia cultural, en la que destacaban hombres y mujeres de letras. Hijo del escritor y diplomático Alfonso de la Serna Gutiérrez-Répide y de Ana María Inciarte Armiñán. El matrimonio tuvo seis hijos: Blanca, Sol, Carmen, Ana, Paula y Fernando. Contrajo matrimonio con Belén Casans y de Arteaga (1978). El matrimonio tuvo dos hijos: Alfonso e Inés.
Tras su paso por la Escuela diplomática, se especializó en la Política Exterior española y en concreto en el ingreso de España en la Alianza Atlántica. Destinado a la misión permanente ante la OTAN, formó parte del primer núcleo de diplomáticos españoles especializados en Política Exterior de defensa. Posteriormente pasó por diversas direcciones generales en el Ministerio de Asuntos Exteriores, vinculadas con las relaciones transatlánticas y con estrategias de política de defensa.
El 23 de agosto de 1996 fue nombrado embajador en Jamaica. Trasladado a Kingston, allí permaneció hasta el 22 de junio de 2001. Tras la experiencia en el Caribe, su segundo destino como embajador de España le llevó a la República de Trinidad y Tobago, el 22 de junio de 2006. Desde Puerto España también estuvo al frente de la diplomacia española en Barbados, Granada, Guyana, San Vicente y las Granadinas, Santa Lucía y Surinam hasta el 8 de enero de 2010.
Finalmente, el 18 de septiembre de 2010 fue nombrado Embajador en Misión Especial para Asia Central. Su embajada comprendía varias de las antiguas exrepublicas soviéticas que habían alcanzado su independencia tras la desintregración de la antigua Unión Soviética. Concretamente Fernando de la Serna estaba al frente de las representaciones diplomáticas de España en Kazajistán, Uzbekistán, Turkmenistán, Kirguistán y Tayikistán. El 10 de julio de 2015 concluyó sus servicios, tras su cese.
Falleció en la capital de España, el 26 de febrero de 2022, a los 72 años de edad.